# Badminton-Seniorenweltmeisterschaft 2021
Die Badminton-Seniorenweltmeisterschaft 2021 fand vom 28. November bis zum 4. Dezember 2021 in Huelva statt.

## Sieger und Platzierte
| Disziplin    | Gold                                        | Silber                                   | Bronze                                     |
| 35+          | 35+                                         | 35+                                      | 35+                                        |
| ------------ | ------------------------------------------- | ---------------------------------------- | ------------------------------------------ |
| Herreneinzel | Anthony Nelson                              | Hsueh Hsuan-yi                           | Manish Rawat                               |
| Herreneinzel | Anthony Nelson                              | Hsueh Hsuan-yi                           | Boonsak Ponsana                            |
| Dameneinzel  | Telma Santos                                | Maya Dobreva                             | Audrey Petit                               |
| Dameneinzel  | Telma Santos                                | Maya Dobreva                             | Nicole Bartsch                             |
| Herrendoppel | Boonsak Ponsana Jakrapan Thanathiratham     | Padmanabha Raghavan Varun Sharma         | Bruno Cazau Anthony Nelson                 |
| Herrendoppel | Boonsak Ponsana Jakrapan Thanathiratham     | Padmanabha Raghavan Varun Sharma         | Chao Chun-ken Tsai Ming-Hsin               |
| Damendoppel  | Gry Uhrenholt Hermansen Helle Kæmpegaard    | Nupura Gadgil Pooja Patil                | Hélène Dijoux Audrey Petit                 |
| Damendoppel  | Gry Uhrenholt Hermansen Helle Kæmpegaard    | Nupura Gadgil Pooja Patil                | Sangeetha Mari Sandhya Melasheemi          |
| Mixed        | Tommy Sørensen Gry Uhrenholt Hermansen      | Anthony Nelson Maily Turlan              | Alois Henke Nicole Bartsch                 |
| Mixed        | Tommy Sørensen Gry Uhrenholt Hermansen      | Anthony Nelson Maily Turlan              | Abhinand K. Shetty Sangeetha Mari          |
| 40+          |                                             |                                          |                                            |
| Herreneinzel | Casper Lund                                 | Alex Marritt                             | Naruenart Chuaymak                         |
| Herreneinzel | Casper Lund                                 | Alex Marritt                             | Tihomir Kirov                              |
| Dameneinzel  | Claudia Vogelgsang                          | Stephanie Cloarec                        | Dominika Guzik-Płuchowska                  |
| Dameneinzel  | Claudia Vogelgsang                          | Stephanie Cloarec                        | Stefanie Schmidt                           |
| Herrendoppel | Tommy Sørensen Jesper Thomsen               | J. B. S. Vidyadhar Ajit B. Umrani        | Samir Abbasi Upendra Fadnis                |
| Herrendoppel | Tommy Sørensen Jesper Thomsen               | J. B. S. Vidyadhar Ajit B. Umrani        | Abhinand K. Shetty Sunil Gladson Varadaraj |
| Damendoppel  | Drífa Harðardóttir Elsa Nielsen             | An Dong-soon Kim Eun-sil                 | Mhairi Armstrong Suzanne Brewer            |
| Damendoppel  | Drífa Harðardóttir Elsa Nielsen             | An Dong-soon Kim Eun-sil                 | Claudia Vogelgsang Katja Wengberg          |
| Mixed        | Jesper Thomsen Drífa Harðardóttir           | Alex Marritt Rebecca Pantaney            | Morten Eilby Rasmussen Claudia Vogelgsang  |
| Mixed        | Jesper Thomsen Drífa Harðardóttir           | Alex Marritt Rebecca Pantaney            | Mark Constable Lynne Swan                  |
| 45+          |                                             |                                          |                                            |
| Herreneinzel | Gregers Schytt                              | Ulf Svenson                              | Abdel Hernandez                            |
| Herreneinzel | Gregers Schytt                              | Ulf Svenson                              | Mark MacKay                                |
| Dameneinzel  | Georgy van Soerland                         | Rebecca Pantaney                         | Majken Asmussen                            |
| Dameneinzel  | Georgy van Soerland                         | Rebecca Pantaney                         | Janne Vang Nielsen                         |
| Herrendoppel | K. A. Aneesh Vijay Lancy Mascarenhas        | Johnny Hast Hansen Mark MacKay           | Mikael Nilsson Ulf Svenson                 |
| Herrendoppel | K. A. Aneesh Vijay Lancy Mascarenhas        | Johnny Hast Hansen Mark MacKay           | Gerben Bruijstens Stan de Lange            |
| Damendoppel  | Marielle van der Woerdt Georgy van Soerland | Janne Vang Nielsen Birgitte Pedersen     | Rebecca Pantaney Lynne Swan                |
| Damendoppel  | Marielle van der Woerdt Georgy van Soerland | Janne Vang Nielsen Birgitte Pedersen     | Majken Asmussen Lynne Campell              |
| Mixed        | Gerben Bruijstens Georgy van Soerland       | Morten Aarup Lene Struwe Andersen        | Fernando Silva Maria Gomes                 |
| Mixed        | Gerben Bruijstens Georgy van Soerland       | Morten Aarup Lene Struwe Andersen        | Anders Steenkjær Janne Vang Nielsen        |
| 50+          |                                             |                                          |                                            |
| Herreneinzel | Wu Chang-Jun                                | Stefan Grahn                             | Vijay Sharma                               |
| Herreneinzel | Wu Chang-Jun                                | Stefan Grahn                             | Tarmo Martikainen                          |
| Dameneinzel  | Caroline Hale                               | Betty Blair                              | Dorota Grzejdak                            |
| Dameneinzel  | Caroline Hale                               | Betty Blair                              | Tanja Eberl                                |
| Herrendoppel | Oleg Grigoryev Vadim Nazarov                | Jens Eriksen Sandi Saban                 | Philipp Kurz Rémy Matthey de l’Etang       |
| Herrendoppel | Oleg Grigoryev Vadim Nazarov                | Jens Eriksen Sandi Saban                 | Jari Eriksson Mika Eriksson                |
| Damendoppel  | Chung Gil-soon Chung So-young               | Elizabeth Austin Caroline Hale           | Dorota Grzejdak Ewa Mlynarska              |
| Damendoppel  | Chung Gil-soon Chung So-young               | Elizabeth Austin Caroline Hale           | Betty Blair June Hammond                   |
| Mixed        | Rémy Matthey de l’Etang Anke Treu           | Simon Gilhooly Sara Foster               | Justin G. Andrews Tracy Hutchinson         |
| Mixed        | Rémy Matthey de l’Etang Anke Treu           | Simon Gilhooly Sara Foster               | Brian Tim Juul Jensen Anja G. Thomsen      |
| 55+          |                                             |                                          |                                            |
| Herreneinzel | Karun Kasayapanant                          | Chou Tsai-Shen                           | Jean-Jacques Bontemps                      |
| Herreneinzel | Karun Kasayapanant                          | Chou Tsai-Shen                           | Magnus Nytell                              |
| Dameneinzel  | Zhou Xin                                    | Cathy Bargh                              | June Hammond                               |
| Dameneinzel  | Zhou Xin                                    | Cathy Bargh                              | Debora Miller                              |
| Herrendoppel | Karun Kasayapanant Surachai Makkasasithorn  | Klaus Buschbeck Jürgen Schmitz-Foster    | Morten Christensen Jan Bertram Petersen    |
| Herrendoppel | Karun Kasayapanant Surachai Makkasasithorn  | Klaus Buschbeck Jürgen Schmitz-Foster    | Magnus Nytell Erik Söderberg               |
| Damendoppel  | Cathy Bargh Debora Miller                   | Pamela Peard Sian Williams               | Anki Gunners Zhou Xin                      |
| Damendoppel  | Cathy Bargh Debora Miller                   | Pamela Peard Sian Williams               | Terhi Luola Paula Petäys                   |
| Mixed        | Magnus Nytell Sandra Kroon                  | Erik Söderberg Anki Gunners              | Prabhu Naik Naidu Kona Suzanne Venglet     |
| Mixed        | Magnus Nytell Sandra Kroon                  | Erik Söderberg Anki Gunners              | Morten Christensen Hanne Bertelsen         |
| 60+          |                                             |                                          |                                            |
| Herreneinzel | Chang Wen-sung                              | Keith Priestman                          | Leoš Sedlák                                |
| Herreneinzel | Chang Wen-sung                              | Keith Priestman                          | Broddi Kristjánsson                        |
| Dameneinzel  | Svetlana Zilberman                          | Maureen Oskam                            | Silva Lüthi Tripet                         |
| Dameneinzel  | Svetlana Zilberman                          | Maureen Oskam                            | Heidi Bender                               |
| Herrendoppel | Keith Priestman Geoffrey Stensland          | Jørgen Jepsen Lars Kruse                 | Jesper Helledie Dan Travers                |
| Herrendoppel | Keith Priestman Geoffrey Stensland          | Jørgen Jepsen Lars Kruse                 | Magnus Ericsson Bengt Mellquist            |
| Damendoppel  | Launa Eyles Kerry Mullen                    | Sonja Hermann Maureen Oskam              | Birte Bach Steffensen Heidi Bender         |
| Damendoppel  | Launa Eyles Kerry Mullen                    | Sonja Hermann Maureen Oskam              | Reggie Baker Andi Stretch                  |
| Mixed        | Magnus Ericsson Kerstin Kristoffersson      | Dan Travers Christine Black              | Per Areskär Jeanette Sandstrom             |
| Mixed        | Magnus Ericsson Kerstin Kristoffersson      | Dan Travers Christine Black              | Bengt Mellquist Kerry Mullen               |
| 65+          |                                             |                                          |                                            |
| Herreneinzel | Karsten Meier                               | Jesper Helledie                          | Cheddi Liljeström                          |
| Herreneinzel | Karsten Meier                               | Jesper Helledie                          | Vladimir Koloskov                          |
| Dameneinzel  | Betty Bartlett                              | Christine Black                          | Anita Harris                               |
| Dameneinzel  | Betty Bartlett                              | Christine Black                          | Marie-Odile Puype                          |
| Herrendoppel | Peter Emptage Rob Ridder                    | Tariq Farooq Karsten Meier               | Bruni Garip Anthony Linggian               |
| Herrendoppel | Peter Emptage Rob Ridder                    | Tariq Farooq Karsten Meier               | Vladimir Koloskov Igor Ponomarev           |
| Damendoppel  | Christine Black Marjan Ridder               | Betty Bartlett Brenda Creasey            | Lin Wilde Janet B. Williams                |
| Mixed        | Peter Emptage Betty Bartlett                | Rob Ridder Marjan Ridder                 | Cheddi Liljeström Jette Nielsen            |
| Mixed        | Peter Emptage Betty Bartlett                | Rob Ridder Marjan Ridder                 | Julian Clapp Anita Harris                  |
| 70+          |                                             |                                          |                                            |
| Herreneinzel | Johan Croukamp                              | Stefan Ohras                             | Bandid Jaiyen                              |
| Herreneinzel | Johan Croukamp                              | Stefan Ohras                             | Christian Hansen                           |
| Dameneinzel  | Rose Lei                                    | Jette Nielsen                            | Thea Gyldenøhr                             |
| Dameneinzel  | Rose Lei                                    | Jette Nielsen                            | Lieselotte Wengberg                        |
| Herrendoppel | Johan Croukamp Carl-Johan Nybergh           | Robert J. Bell Graham Holt               | Edward Hayes Abdul Malique                 |
| Herrendoppel | Johan Croukamp Carl-Johan Nybergh           | Robert J. Bell Graham Holt               | Knud Danielsen Torben Hansen               |
| Damendoppel  | Jette Nielsen Irene Sterlie                 | Sylvia Gill Jan Hewett                   | Ewa Carlander Gabriele Johansson           |
| Damendoppel  | Jette Nielsen Irene Sterlie                 | Sylvia Gill Jan Hewett                   | Thea Gyldenøhr Lieselotte Wengberg         |
| Mixed        | Christian Hansen Irene Sterlie              | Robert J. Bell Wendy Arscott             | Stefan Ohras Gabriele Johansson            |
| Mixed        | Christian Hansen Irene Sterlie              | Robert J. Bell Wendy Arscott             | Edward Hayes Sylvia Gill                   |
| 75+          |                                             |                                          |                                            |
| Herreneinzel | Kund Danielsen                              | Paweł Gasz                               | Pirachitra Surakkhaka                      |
| Herreneinzel | Kund Danielsen                              | Paweł Gasz                               | Matthias Kiefer                            |
| Dameneinzel  | Mary Jenner                                 | Elvira Richter                           | Olga D’Costa                               |
| Herrendoppel | Ian Brothers Ray Sharp                      | Knut Sverre Liland Pirachitra Surakkhaka | Denis Bengtsson Kenneth Tantum             |
| Herrendoppel | Ian Brothers Ray Sharp                      | Knut Sverre Liland Pirachitra Surakkhaka | Paweł Gasz Czesław Gwiazda                 |
| Mixed        | Kenneth Tantum Vicki Betts                  | Ray Sharp Mary Jenner                    | Knut Sverre Liland Lisbeth Bengtsson       |
| Mixed        | Kenneth Tantum Vicki Betts                  | Ray Sharp Mary Jenner                    | Matthias Kiefer Elvira Richter             |